# Экономический кризис

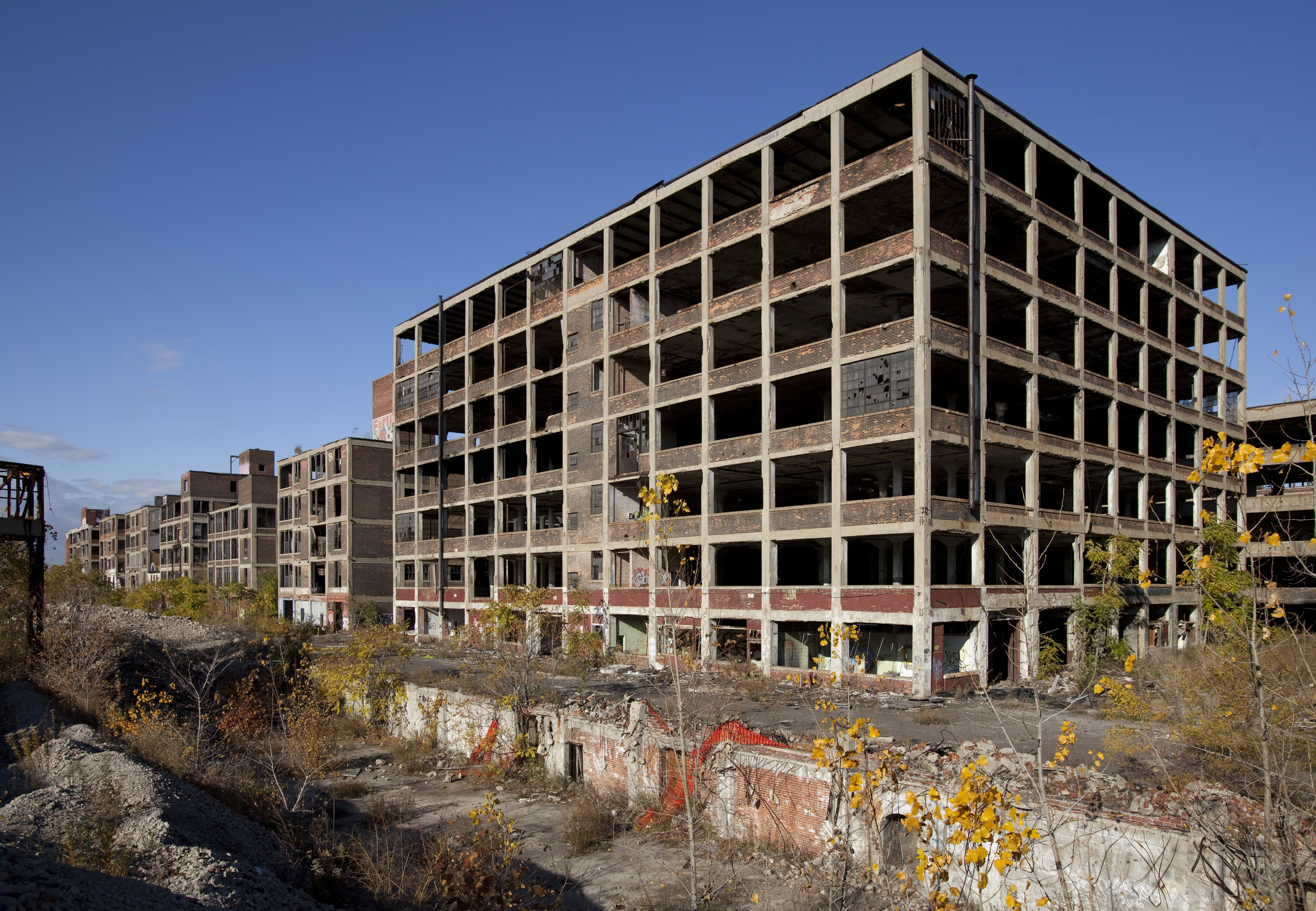
Разрушенные здания фирмы Packard в Детройте

Экономи́ческий кри́зис характеризуется резким и значительным падением производства.
Первые крупные кризисы происходили в Англии в XVII веке. С развитием рыночной индустриальной экономики кризисы приобрели циклический характер и стали составлять одну из фаз экономического цикла.
Следствием экономического кризиса является уменьшение реального валового национального продукта, массовые банкротства и безработица, снижение жизненного уровня населения.
Товарный дефицит, в отличие от кризиса, как правило, вызывается внеэкономическими причинами и связан с нарушением нормального хода (экономического) воспроизводства под влиянием стихийных бедствий или политических действий (различных санкций, эмбарго, запретов, войн и тому подобное).

## Причины экономических кризисов

### Австрийская школа
Согласно взглядам Австрийской экономической школы, главной причиной экономических кризисов является накопление большого числа «ошибочных инвестиций», что приводит к «кризису перепроизводства». Эти ошибки инвесторы и руководители бизнеса совершают под влиянием систематического крупного искажения информации, необходимой для принятия инвестиционных решений. Такой информацией являются цены на производимые товары и цены на ресурсы, необходимые для их производства. Одним из важнейших ресурсов для быстрого расширения производства австрийская школа считает деньги (в том числе кредитные). Если ожидаемые доходы будут завышены или занижены расходы, тогда ожидаемая прибыль окажется завышенной. Это и приведёт к массовым ошибочным инвестициям. Источником такой ошибочной информации, которая одновременно и сильно действует на всех инвесторов считают искажение цены денег — ссудного процента. Заниженная относительно «естественно-рыночной» ставка кредита приводит к «кредитной экспансии», создавая одновременно повышение платёжеспособного спроса и доступность кредита для расширения производства. Делается вывод, что кризис в рыночной экономике происходит в результате конъюнктуры на денежном рынке, создаваемой центральными банками и системой с нормой резервирования ниже 100 %, что приводит к «заниженным» процентным ставкам, росту денежной массы (см. Банковский мультипликатор). Это создаёт экономический бум. Фирмам кажется, что их проекты нужны экономике, будут прибыльны и они начинают инвестировать в потенциально убыточные проекты — делать «плохие инвестиции». Домохозяйства из-за роста цен перестают сберегать и начинают тратить больше своих доходов — берут ссуды. Бум вечно продолжаться не может и всегда наступает второй этап — крах, кризис. Кредитование падает, денежная масса падает, в результате цены снижаются, предприниматели терпят убытки. И потребители, и предприниматели в долгах. Начинаются оптимизации производства — происходят увольнения, что сильнее снижает спрос.

### Марксизм
Карл Маркс отмечал, что до промышленной революции конца XVIII века не существовало никаких регулярно повторяющихся бумов и депрессий. Поскольку эти циклы возникают на исторической сцене примерно в то же самое время, что и современная промышленность, Маркс заключил, что кризисы являются неотъемлемой чертой именно капиталистической экономики, а не неким свойством денег или ссудного процента, которые существовали задолго до капитализма. Причину кризисов Маркс видел в производстве товаров сверх спроса. И дело не в ошибках оценки ёмкости рынка и даже не в желании владельцев капитала получить максимальную прибыль, а в самой природе и законах развития экономики, нацеленной на получение прибыли (Карл Маркс, «Капитал», т. 1. 1867 год).
По мнению Маркса, действия владельцев капитала (бизнесмены, капиталисты, корпорации) направлены на получение прибыли, которая является формой прибавочной стоимости. Прибыль отдельный владелец капитала получит только распродав (обменяв) произведённые товары. И каждый из капиталистов не видит принципиальных препятствий для этого. Значит, чтобы прибыль получили все предприниматели, нужно распродать все произведённые товары. При этом работники в форме заработной платы получают стоимость своей рабочей силы, которая суммарно всегда меньше, чем стоимость произведённых товаров. Работники выкупят на свою зарплату преимущественно потребительские товары. Вторую часть выкупленных товаров составят замещаемые средства производства и сырьё. Последняя часть произведённой стоимости, в том числе соответствующее количество прибавочной стоимости, будут проданы в форме товаров, предназначенных для личного потребления самих капиталистов и на расширение их бизнеса. При этом прибыль в денежной форме появляется в руках капиталиста лишь для того, чтобы воплотиться в новом товаре.
Таким образом, с точки зрения марксистского движения стоимости, баланс может соблюдаться, то есть все произведённые товары могут найти своего потребителя и будут оплачены. Это отличает теорию Маркса от теорий «недопотребления рабочим классом».
Однако конкуренция вынуждает капиталиста постоянно снижать затраты на единицу продукции и наращивать объём производства. В структуре себестоимости продукции увеличивается доля средств производства (прежнего, «овеществлённого» труда), при этом снижается доля сырья и рабочей силы (текущего, «живого» труда). Расширение производства неизбежно сталкивается с ограниченным размером совокупного платёжеспособного спроса — попытка распродать увеличенный объём товаров будет проходить в условиях, когда совокупные доходы увеличиваются медленнее, чем рост производства.
Из-за общего хаотичного характера рыночной экономики (несогласованности действий производителей) какой-то товар окажется в избытке, какой-то — в дефиците. Исходя из предположения, что каждый капиталист стремится максимизировать прибыль, предпринимаются специальные меры, чтобы расширить рамки ограниченного спроса: предлагаются всевозможные формы кредита, скидок, бонусов и т. п. Марксисты считают, что именно это создаёт дисбаланс между суммой зарплат (которая тратится преимущественно на потребление) и суммарной стоимостью потребительских товаров. Следствием этого становится сдвиг равновесия между спросом и предложением на товары и последующий резкий спад товарного производства, цепные банкротства и массовая безработица — то есть экономический кризис.
Марксисты считают, что избежать развития кризиса можно только соответствующим снижением цен на продукцию. Но это равносильно добровольному отказу от дополнительной прибыли, ради которой и предпринималось наращивание производства. В представлении капиталистов дело принимает форму нехватки денежных средств, чтобы была возможность распродать новый объём товаров по старым ценам. Предпринимаются попытки увеличить денежную массу, которая лишь кратковременно материализует прибыль, но не увеличивает реальный совокупный спрос. Кризис растягивается в фазу депрессии, которая продолжается до тех пор, пока не будет распродан «избыток» товаров. Ситуация усугубляется тем, что предприятия продолжают производить «дополнительные» товары, хотя и в меньшем объёме, чем в период экономического роста.
Общую сумму долгов формирует разрыв между общей ценой товаров и общей суммой зарплат, затрат на восстановление/расширение производства и личное потребления капиталистов. Стремление капиталистов к прибыли диктует необходимость снижения затрат (в том числе зарплат) и ограничение их (капиталистов) личного потребления. Создаётся разрыв платёжного баланса, предложение начинает стабильно превышать спрос. Для стимулирования совокупного спроса активно применяется кредитование (в том числе — потребительское кредитование). Владельцы капитала вынуждены отпускать товар в долг или в кредит. Через несколько циклов производства долги накапливаются. Неизбежно наступает фаза, когда товары перестают отпускать в долг, поскольку размер долговых обязательств превышает разумные возможности их погашения. Кредитование прекращается и спрос начинает уменьшаться очень быстрыми темпами.
Марксисты не считают кредит причиной кризиса. Кредитная пирамида является вынужденной мерой для смягчения уже сформировавшихся платёжного и производственного кризисов, то есть последующий кредитный (финансовый) кризис сам является следствием общего кризиса.
Это приведённая Карлом Марксом выдержка из миланской газеты Opinione, описывающая кризис, охвативший Европу и Северную Америку в 1857 году:

Банкротства достигли страшных масштабов. Каждый спрашивает себя, что его ждёт в будущем. Множество состояний исчезло, множество уменьшилось наполовину, множество семей, прежде зажиточных, сейчас находится в крайней нужде, множество рабочих сидит без работы.

### Психологические причины кризисов
Ряд авторов считают, что среди причин и факторов, приводящих к экономическим кризисам, важнейшее место занимают психологические факторы, так как поведение субъектов экономической деятельности может оказаться «спусковым крючком» для кризиса. Так в XIX в. Джон Стюарт Милль отмечал, что объяснение кризисов следует искать в душевных особенностях человека, так как кредит, колебания которого составляют самую характерную черту кризисов, есть явление духовного порядка. Он подчеркивал, что паника уничтожает кредит и соответственно, вредит экономике.
Алан Гринспен пишет:
 «Как определить, в какой момент иррациональный оптимизм завышает стоимость активов настолько, что резко возрастает риск внезапных и продолжительных падений.»
В условиях экономического дисбаланса психологический настрой общества оказывает влияние на длительность и формы протекания кризиса, его последствия. Поэтому некоторые учёные считают, что для понимания происхождения и особенностей кризиса учёт психологического фактора важен едва ли не в той же степени, как и для понимания причин военных побед и поражений или причин революций.
Известный английский экономист Э. Ф. Шумахер в поисках альтернативного пути развития экономики и общества обращался к ценностным критериям буддийского мира. В своей работе «Малое прекрасно», вышедшей в свет в 1973 году, он критикует экономическую систему, основанную на наращивании и возбуждении потребления, пишет о том, что «потребление — не цель, а средство, а показателем уровня жизни является максимальное благополучие при минимальном потреблении», и приходит к выводу, что «цивилизация рубит сук, на котором сидит, в частности, отравляя воду и хищнически уничтожая леса».

## О терминах «экономический кризис», «депрессия», «рецессия», «замедление» и «финансовый кризис»
Удачную трактовку терминов, аналогичных по своей сути, дал известный учёный-экономист середины XX века Мюррей Ротбард:

В былые времена мы страдали от периодических экономических кризисов, внезапное начало которых называлось «паникой», а затяжной период после паники назывался «депрессией». 

Самой известной депрессией нового времени является, конечно же, та, что началась в 1929 году с типичной финансовой паники и продолжалась вплоть до начала Второй мировой войны. После катастрофы 1929 года экономисты и политики решили, что это больше никогда не должно повториться. Чтобы успешно и без особых хлопот справиться с этой задачей, понадобилось всего лишь исключить из употребления само слово «депрессия». С того момента Америке больше не пришлось испытывать депрессий. Ибо когда в 1937—1938 годах наступила очередная жестокая депрессия, экономисты попросту отказались использовать это жуткое название и ввели новое более благозвучное понятие — рецессия. С тех пор мы пережили уже немало рецессий, но при этом ни одной депрессии. 

Впрочем, довольно скоро слово «рецессия» тоже оказалось довольно резким для утонченных чувств американской публики. Судя по всему последняя рецессия была у нас в 1957—1958 годах. С того же времени у нас случались «спады», или даже лучше «замедления», а то и «отклонения».

## Кризисы в истории
Профессор Оксфордского университета, историк Филип Кей (англ. Philip Kay) считает, что первый в мировой истории кризис разразился ещё в Римской империи в 88 году до нашей эры. Другие учёные первым экономическим кризисом считают кризис 1825 г. в Англии, который также частично затронул экономику США и Франции, потому что это был первый кризис, который охватил сразу несколько отраслей промышленности.
- Экономический кризис (1900—1903)
- «Ножницы цен» (экономический кризис 1923 года в СССР)
- Великая депрессия (1929—1939)
- Нефтяной кризис 1973 года
- Энергетический кризис 1979 года
- Кризис индустрии видеоигр 1983 года
- Аргентинский экономический кризис (конец 1990-х)
- Азиатский финансовый кризис (1997—1998)
- Экономический кризис в России (1998)
- Мировой финансовый кризис (2008—2011)
- Валютный кризис в России (2014—2015)
- Коронавирусная рецессия (2020)